# APOC3
La Apolipoproteina C-III, APOC3, o ApoCIII es una proteína que en los humanos es sintetizada por el gen APOC3 y es un componente de las lipoproteínas de muy baja densidad (VLDL).
La ApoC3 es una proteína relativamente pequeña teniendo en cuenta que está formada por 79 aminoácidos que pueden ser glicosados en Treonina-74. Las glicoformas más abundantes se caracterizan por un disacárido Galactosa O-ligado ligado a una N-acetilgalactosamina (GalNAc Gal-), modificable además hasta por 2 residuos de ácido siálico, y, las formas menos abundantes se caracterizan por restos de glicanos más complejos y fucosilados.

## Función
La APOC3 inhibe la enzima lipasa y se cree que inhibe la captación hepática de las partículas ricas en triglicéridos. Los genes APOC3, APOA1 y APOA4 están estrechamente relacionados tanto en el genoma humano como en el de rata. Los genes AI y A-IV se transcriben de la misma cadena, mientras que los genes A-1 y C-III se transcriben de forma convergente. Un aumento en los niveles de APOC-III induce el desarrollo de la hipertrigliceridemia. Evidencias recientes sugieren un papel intracelular de APO-CIII para transportar y secretar triglicéridos ricos en partículas de VLDL de las células hepáticas en condiciones ricas en lípidos. Sin embargo, dos mutaciones poco frecuentes en la secuencia humana que codifica la APOC3, a saber Ala23Thr y Lys58Glu inhibe esta función. 

## Interés médico
Dos nuevos haplotipos de susceptibilidad (específicamente los P2-S2-X1 y P1-S2-X1) se han descubierto en el grupo de genes APOC3, APOA1 y APOA4 en el cromosoma 11q23. Estos triplican el riesgo de padecer una enfermedad cardíaca así como de padecer diabetes mellitus tipo II (no insulinodependiente), además de que elevaciones de esta proteína encontradas en estudios de variaciones genéticas pueden predisponer a los pacientes a la esteatosis hepática.
- Datos: Q14910515